# 川本幸民

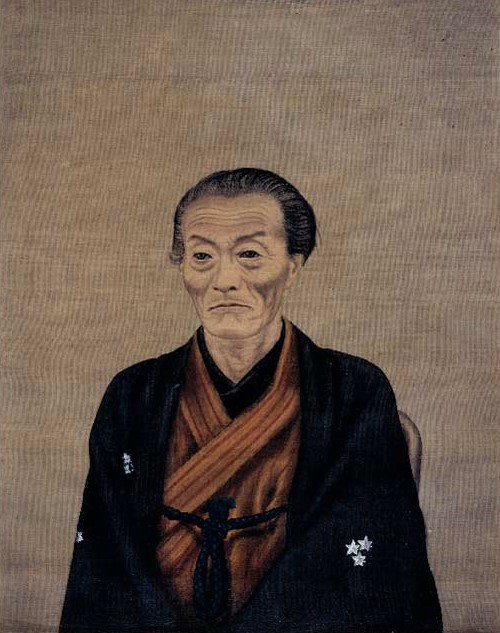
川本幸民(日本学士院蔵)

川本 幸民（かわもと こうみん、1810年(文化7年) - 1871年7月18日(明治4年6月1日) ）は、幕末・明治維新期の医師および蘭学者。名は裕（ゆたか）、号は裕軒（ゆうけん）。父は三田藩侍医の川本周安。その業績から、「日本化学の祖」とも言われる。
幸民は『化学新書』をはじめとする科学技術分野の多数の書物を執筆した。専門性を基礎として、白砂糖、マッチ、銀板写真の試作をし、日本における技術の発展に貢献した。
幸民は日本で初めてビールを醸造したと推定されている。また当時用いられていた「舎密」の代わりに「化学」という言葉を初めて用いたことでも知られている。

## 来歴
川本幸民は摂津国有馬郡三田（現在の兵庫県三田市）で1810年に生まれた。
数え年で10歳のとき藩校で学び始めた。1827年からは木梨村(現在の加東市)で1年間、漢方医学を学んだ。
2年後の1829年、三田藩藩主の九鬼隆国に命ぜられ、西洋医学を学ぶため江戸(現在の東京)に留学した。足立長雋、坪井信道らに蘭学を学び、物理や化学に精通した。
1833年、三田に帰郷し、父と同じ藩医に任じられた。同年、青地林宗の娘、秀子と結婚した。しかしながら、その翌年に傷害事件に関係したことで6年間の蟄居を余儀なくされた。蟄居から解放された後も、2度ほど火事にあっており、文字通り幸民にとっては不遇の時代であった。
対照的に、1840年代後半から科学技術の分野で大きな業績を残し続けた。幸民の『裕軒随筆』によれば、1848年に白リンマッチを試作している。また幸民は1851年の『気海観瀾広義』を皮切りに多くの翻訳を含めた著作を出版した。薩摩藩藩主の島津斉彬に見出されると、1854年には薩摩藩籍となった。また薩摩藩校学頭も務めた。さらに造船所建造の技術指導のため実際に薩摩に赴いたとも伝えられている。この頃の弟子に、松木弘安（寺島宗則）、橋本左内等がいる。
1859年に東京大学の前身である蕃書調所の教授となった。1861年には幸民の有名な著作『化学新書』を出版し、近代化学を日本に移入した。宇田川榕菴の『舎密開宗』と並び江戸時代の重要な化学書の一つとされる。化学新書は蕃書調所において教科書として用いられた。
1868年、幸民は三田に帰郷し、私塾の英蘭塾を開校すると、分校が出来るほど盛況となる。その後、息子の清二郎が太政官出仕となり、共に再び東京に戻った。1871年6月1日、東京にて62歳で亡くなった。墓所は雑司ヶ谷霊園。

## 死後
1953年、三田市立三田小学校正門前に顕彰碑が建てられた。
2008年にキリンビールは「ビール5000年の旅探究プロジェクト」の一環として幸民が醸造したとされるビールを取り上げ、プロモーションに用いた。
2010年には、生誕200周年を記念して、幸民が醸造したとされるビールが小西酒造により復刻された。幸民の訳書『化学新書』などを参考に当時の原料や醸造法で醸造された。このビールは「幸民麦酒」として販売されている。
日本学士院は『化学新書』を含む多くの関連する資料を所蔵している。これらの資料は2011年に日本化学会により化学遺産に認定された。

## 主な著作

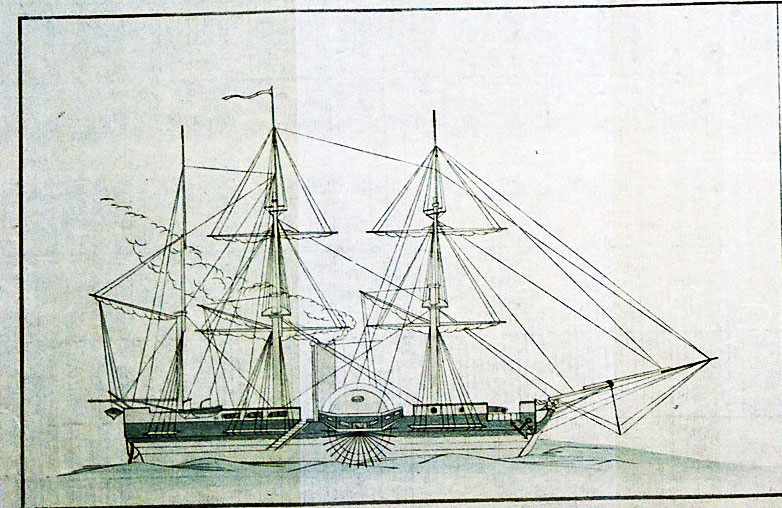
『気海観瀾広義』の蒸気船の図

### 気海観瀾広義
1851年（嘉永4年）出版。日本初の物理書『気海観瀾』（岳父の青地林宗著）を分かりやすくし、増強したもの。全5巻からなる。

### 遠西奇器述
1854年（安政元年）出版。蒸気船、ダゲレオタイプ、電信といった様々な機器について解説をしている。

### 化学新書
1861年（万延元年）出版。ドイツの科学者ユリウス・シュテックハルトの『Die Schule der Chemie』オランダ語版を和訳。当時、使われていた舎密という言葉の代わりに、化学という語を日本で初めて用いた。

### 化学通
1871年（明治4年）出版。